# Crocoíta

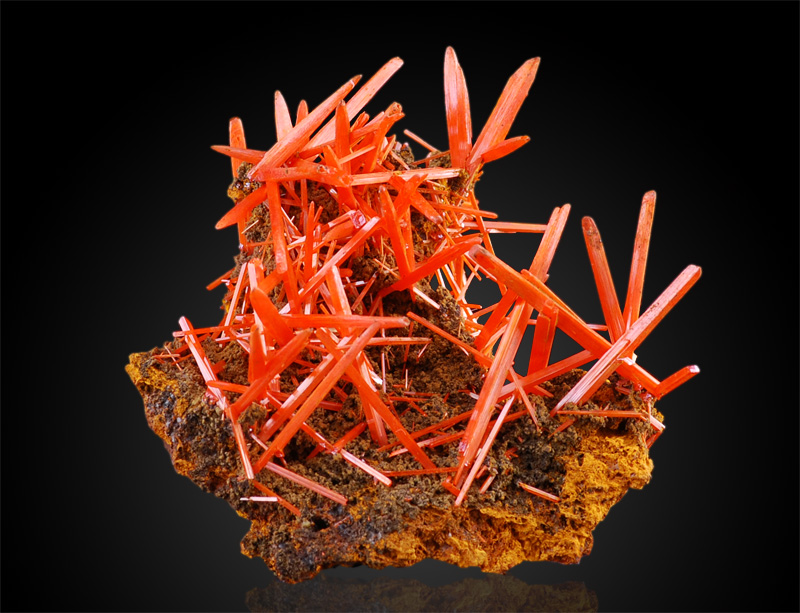
Espécime de crocíta

A crocoíta é um mineral descoberto nos montes Urais em 1766, É composto por cromato de chumbo PbCrO4, que cristaliza em uml sistema monoclínico.